# Имчин
Имчи́н — река в России, на востоке острова Сахалин. Протекает по территории Ногликского городского округа Сахалинской области, устье на северо-западной окраине посёлка Ноглики.
Длина реки 59 км, площадь водосборного бассейна 214 км². Берёт исток севернее горы Центральная, протекает в меридиональном направлении до впадения в Тымь справа.
Название произошло от нивхского слова, в переводе означает «река, через которую прыгают и ударяются». Это связано с тем, что один берег реки выше другого, и звери, спасаясь от охотников, пытались прыгать с низкого берега на высокий, но часто срывались, где их и добивали загонщики.

## Данные водного реестра
По данным государственного водного реестра России относится к Амурскому бассейновому округу.